# Ongata Rongai
Ongata Rongai – miasto w Kenii, w hrabstwie Kajiado. W 2019 roku liczy 172,6 tys. mieszkańców i jest jednym z najszybciej rozwijających się miast Kenii, z rocznym średnim przyrostem na poziomie 15,8%.